# Regiment Huzaren Prins Alexander
Het Regiment Huzaren Prins Alexander was een Nederlands cavalerieregiment.

## Geschiedenis Regiment Huzaren Prins Alexander
Het Regiment Huzaren Prins Alexander werd in 1950 opgericht. Het zette de tradities voort van het voormalige 3e Regiment Huzaren en bewaarde die van het 1e en 2e Regiment Huzaren-Motorrijder. Het regiment is vernoemd naar prins Alexander (1818-1848). De vaststelling vond plaats bij Koninklijk besluit (KB) op 1 juli 1950 bij KB no. 26. In het KB no. 27 van dezelfde datum werd bepaald dat het regiment de tradities van het voormalige 3e regiment Huzaren en die van het 1e en 2e regiment Huzaren-Motorrijder overgingen op en werden voortgezet door het Regiment Huzaren van Alexander.
Tot het Regiment behoorden het in 1994 opgeheven 41 Tankbataljon en het in 2005 opgeheven 101 Tankbataljon. Het Regiment Huzaren Prins Alexander werd opgeheven in november 2007. Het 41 Tankbataljon was gestationeerd in het Duitse Hohne In de periode tussen 1961 en 1963 werd het 41 Tankbataljon, evenals de andere tank- en verkenningsbataljons, ten gevolge van de dreiging uit het oosten (o.a. de crisis door de bouw van de Berlijnse Muur) bij toerbeurt een aantal maanden in Duitsland bij de 121 Lichte Brigade ingedeeld en gelegerd in Bergen-Hohne op de Lüneburgerheide.
In februari 1963 werd 41 Tankbataljon voor de laatste keer, als aflossing van 101 Tankbataljon, voor drie maanden naar Hohne gezonden. Na deze periode bleef 41 Tankbataljon permanent in Duitsland. Het tankbataljon was in de jaren negentig van de 20e eeuw uitgerust met Leopard 2 tanks. Het 101 Tankbataljon de zustereenheid binnen het Regiment Huzaren Prins Alexander, was gestationeerd in de Du Moulinkazerne in Soesterberg en was uitgerust met Leopard 1AV (verbeterd) tanks. Vanwege herstructurering en herschikking gevechtskracht werd besloten om in 1999 het 101 Tankbataljon te verhuizen naar Seedorf in Duitsland. Daar werd in 2003 het bataljon nog uitgerust met het nieuwste type Leopard, de Leopard 2A6.
In 2004 kwam het bericht dat de brigade zou worden opgeheven met als consequentie dat onderdelen ofwel werden opgeheven dan wel werden verhuisd naar Nederland.
Op 20 december 2005 werd 101 Tankbataljon definitief opgeheven.

## Overname traditie
De traditie van het Regiment, alsmede die van het 1e en 2e Regiment Huzaren Motorrijder, worden bewaard door het Regiment Huzaren Prins van Oranje.
Na het ontbinden van het Regiment Huzaren Prins van Oranje op 12 september 2012, worden alle tradities bewaard door het Regiment Huzaren van Boreel.
Op grond van Koninklijk Besluit nummer 10 van 2 juni 2016 is besloten dat het sedert 2007 ontbonden regiment Huzaren Prins Alexander per 2 juni 2016 is heropgericht.
Het blijft vooralsnog een regiment zonder troepen (bataljon), maar als traditieverband is ze weer volwaardig. Dit is primair van belang voor het regimentscommando met betrekking tot status en dientengevolge hun rechten en plichten. In november 2020 is het regiment wederom opgeheven/opgegaan in het nieuwe regiment huzaren prinses Catharina-Amalia. Alle drie de “tank” regimenten zijn in dit nieuwe regiment opgegaan.

## Voorgeschiedenis
Het Regiment Huzaren Prins Alexander heeft twee stamregimenten, de Gardes Dragonders en de Gardes te Paard. Beide regimenten werden opgericht in het rampjaar 1672, toen Engeland, Frankrijk, Münster en Keulen de oorlog verklaarden aan de Republiek der Zeven Verenigde Nederlanden. De twee stamregimenten namen deel aan alle belangrijke veldtochten en hadden in 1690 en beslissend aandeel in de Slag aan de Boyne, waar koning-stadhouder Willem III zijn schoonvader Jacobus II definitief versloeg. De beide garderegimenten werden na de vlucht van stadhouder Willem V opgeheven in 1795. Tijdens de periode van het koninkrijk Holland onder koning Lodewijk Napoleon werden beide garderegimenten in 1806 weer opgericht. Na de annexatie van het koninkrijk in 1810 werden de regimenten samengevoegd tot het Franse 2e Regiment Chevau-légers van de Keizerlijke Garde van Napoleon.
In 1814 werd het Zuid-Nederlandse Regiment ‘’Chevau-légers’’ van der Burch opgericht. In de eenheid werden veel oud-strijders opgenomen die daarvoor bij het Franse 2e Regiment ‘’Chevau-légers’’ hadden gediend. In 1815 werd het Regiment omgenoemd tot het Regiment Ligte Dragonders No 5. Het Regiment nam deel aan de Slag bij Quatre-Bras op 16 juni 1815 en de Slag bij Waterloo. Tijdens de Tiendaagse Veldtocht in 1831 vocht het Regiment bij Kermpt en bij Hasselt tegen het Belgische Maasleger.
In 1867 werd de naam wederom gewijzigd in het 3de Regiment Huzaren, waarbij het attila als uniform werd ingevoerd. Het Regiment droeg daarbij – net als het 1e Regiment Huzaren - rood treswerk op het attila (Rode Huzaren). Dit regiment werd in 1922 door bezuinigingen gehalveerd en had tot aan de Tweede Wereldoorlog de benaming 3e Halfregiment Huzaren (3HRH). In de meidagen van 1940 vocht het Regiment in Zuid-Holland tegen Duitse luchtlandingseenheden.
Het regiment had twee bijnamen: het Hofregiment en de Rode Huzaren. De naam Hofregiment dankt het regiment aan de periode dat het de paleiswacht leverde in de jaren voor de Tweede Wereldoorlog. De overige regimenten die de Nederlandse cavalerie kent (Huzaren van Sytzama, Huzaren Prins van Oranje en Huzaren van Boreel) hebben de bijnaam Boerenregiment omdat de eenheden van deze regimenten in de provincie zijn gelegerd vanuit de historie. De tweede bijnaam verwijst naar de rode tressen op de attila en mogelijk ook naar de rode kolbakzak die aan de rechterzijde van de kolbak is bevestigd.
Zoals elk regiment, heeft het Regiment Huzaren Prins Alexander ook een eigen regimentsstandaard. De huidige standaard werd op 5 december 1972 door Z.K.H. Prins Bernhard uitgereikt aan de regimentscommandant luitenant-kolonel Jan van Unen. Op deze standaard staat een gekroonde "J" en Regiment Huzaren Prins Alexander. De uitreiking vond plaats op het Hoytemaplein achter de Bernhardkarzerne in Amersfoort.
Eenheden die tot het regiment behoorden waren 41 tankbataljon, 101 tankbataljon en 57 tankbataljon. De eenheden 41 en 101 tankbataljon zijn paraat geweest terwijl 57 tankbataljon een mobilisabele eenheid is geweest.